# Терновка (Крыжопольский район)
Те́рновка (укр. Тернівка) — село на Украине, находится в Крыжопольском районе Винницкой области.
Код КОАТУУ — 0521986401. Население по переписи 2024 года составляет 1357 человек. Почтовый индекс — 24605. Телефонный код — 4340.
Занимает площадь 3,02 км².

## История
Образовано в 1957 году путем объединения сел Великая Терновка и Малая Терновка.

## Адрес местного совета
24605, Винницкая область, Крыжопольский р-н, с. Терновка, ул. Ленина, 91а

## Известные жители и уроженцы
- Десяк, Ольга Фёдоровна (род. 1940) — Герой Социалистического Труда.
- Карман, Екатерина Петровна (род. 1922) — Герой Социалистического Труда.